# Tavernelle (Umbrien)
Tavernelle ist eine Fraktion (italienisch frazione) von Panicale in der Provinz Perugia, Region Umbrien in Italien.

## Geografie
Der Ort liegt 5 km südöstlich des Hauptortes Panicale und 22 km westlich der Provinz- und Regionalhauptstadt Perugia. Der Ort liegt bei 236 m s.l.m. und hatte 2001 ca. 2800 Einwohner. Er ist der größte Ortsteil der Gemeinde Panicale und hat mehr Einwohner als der Hauptort. Der See Lago Trasimeno liegt ca. 9 km nördlich, der Lago di Pietrafitta (Gemeinde Piegaro) ca. 4 km östlich. Im Nordwesten grenzt der Ort an den Hauptort Panicale, im Nordosten beginnt das Gemeindegebiet von Perugia, im Süden liegt die Gemeinde Piegaro. Der Ort liegt an dem Fluss Nestore.

## Geschichte
Der Ort entstand im 13. Jahrhundert als Station zwischen den Orten Perugia und Città della Pieve. 1490 entstand an der heutigen Piazza Magenta das Ospedale dei poveri (Armenhospital), das bis in die Mitte des 19. Jahrhunderts aktiv war.  Der Historiker Pompeo Pellini (* Perugia 1523; † 1594 ebenda) bezeichnete den Ort als Taverne di Bartuccio, wo der Markt der Tavernen (Mercato delle Tavernelle) stattfinde. 1816 wurde Tavernelle, zusammen mit Missiano, Mongiovino, Colle San Paolo und Montali, in das Gemeindegebiet von Panicale eingefügt.

## Sehenswürdigkeiten

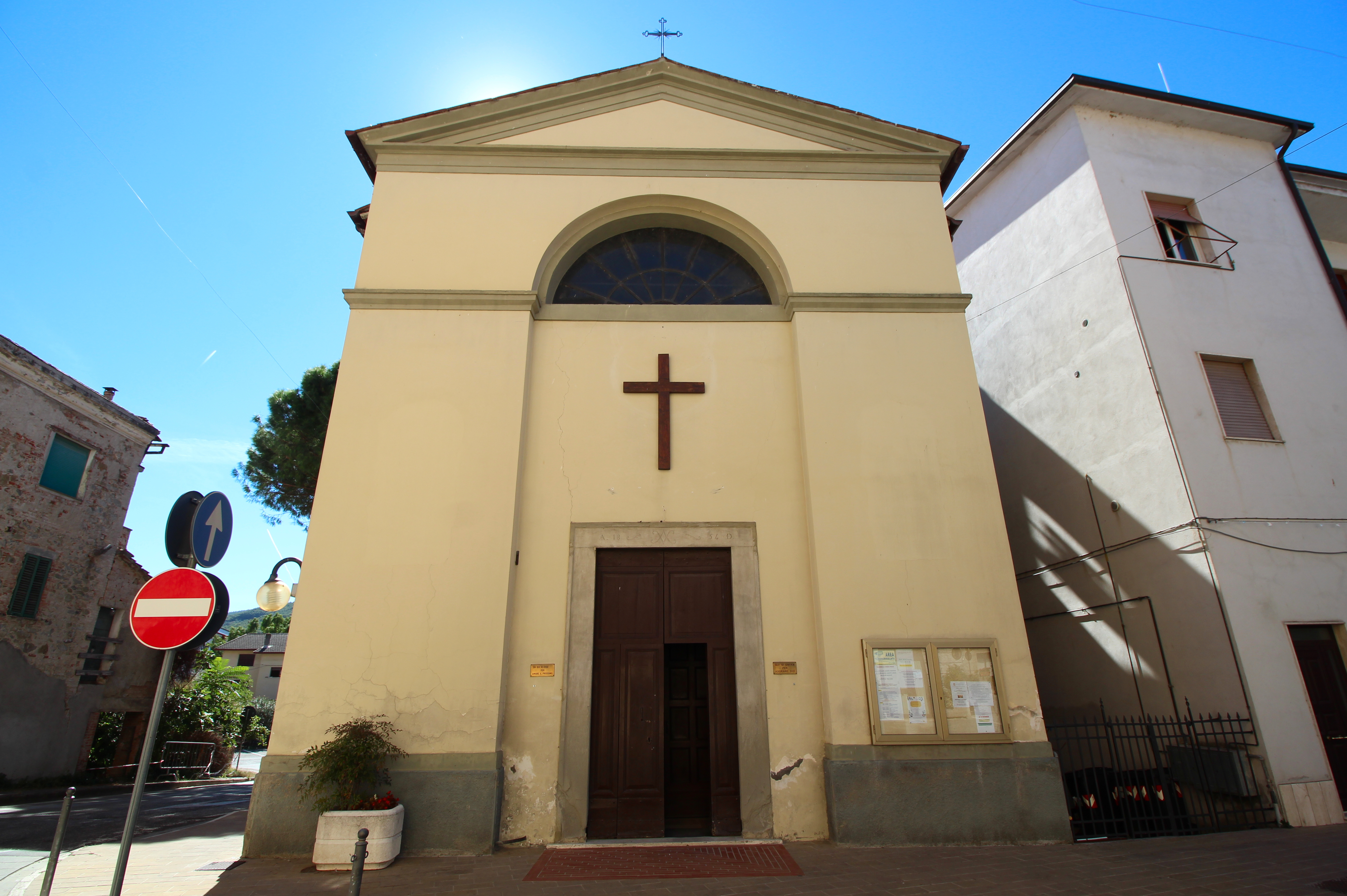
Die Kirche San Luigi Gonzaga

- Palazzo dell’Orologio, historischer Palast an der Piazza Mazzini.
- Fontana del Leone, Brunnen an der Piazza Magenta aus dem 20. Jahrhundert, der durch den einheimischen Künstler Gerolamo Ricotti (* Tavernelle 1897; † 1987 in Rom[4]) entstand.
- San Luigi Gonzaga, Kirche im Ortskern, die 1579 entstand und in den 1850er Jahren neu errichtet wurde. Neu geweiht wurde sie am 9. August 1857. Die Kirche wurde 1943 restauriert, dabei wurde der Hochaltar neu gestaltet.[7]
- Chiesa dell’Immacolata Concezione, Kirche nahe dem Ortskern, die 1970 entstand.[8]
- Santuario della Madonna delle Grondici, entstand am Ende des 14. Jahrhunderts als Kapelle Madonna delle Grazie ca. 1 km südlich des Ortes. Enthält Werke des Gregorio Tedesco (auch Gregorio Gregorio, Il Teutonico oder Theotonicus genannt), unter diesen das Leinwandgemälde Madonna in trono con Bambino benedicente tra i Santi Sebastiano e Rocco. Das neue Gebäude entstand ab 1950 und wurde 1986 geweiht.[9]
- Santuario della Madonna di Mongiovino, ab 1524 durch den Architekten Rocco di Tommaso da Vicenza entstandenes Sanktuarium. Enthält Werke von Orazio di Domenico di Paride Alfani, Mattia Batini (Incoronazione della Vergine, 1709 entstanden) und Hendrick van den Broeck.[10]
- Castello di Mongiovino Vecchio, Burganlage ca. 2 km nördlich, die bei 490 m s.l.m. liegt.[1] Entstand durch die Regierung von Perugia 1312. Die Kirche der Burg ist der Santa Maria Assunta gewidmet und enthält Fresken aus dem 14. und 15. Jahrhundert.[4]

Bilder von Tavernelle
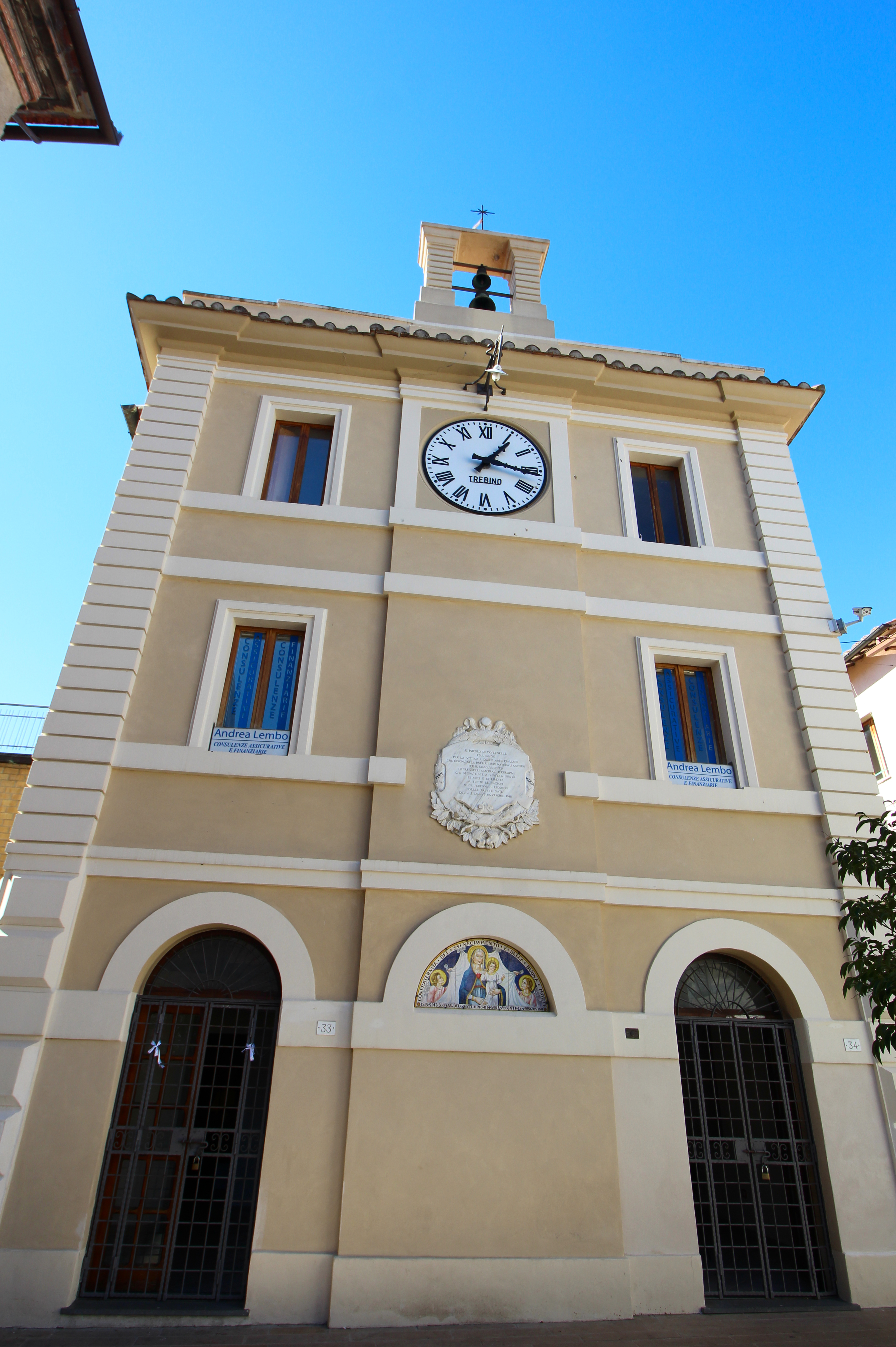
Der Palazzo dell’Orologio
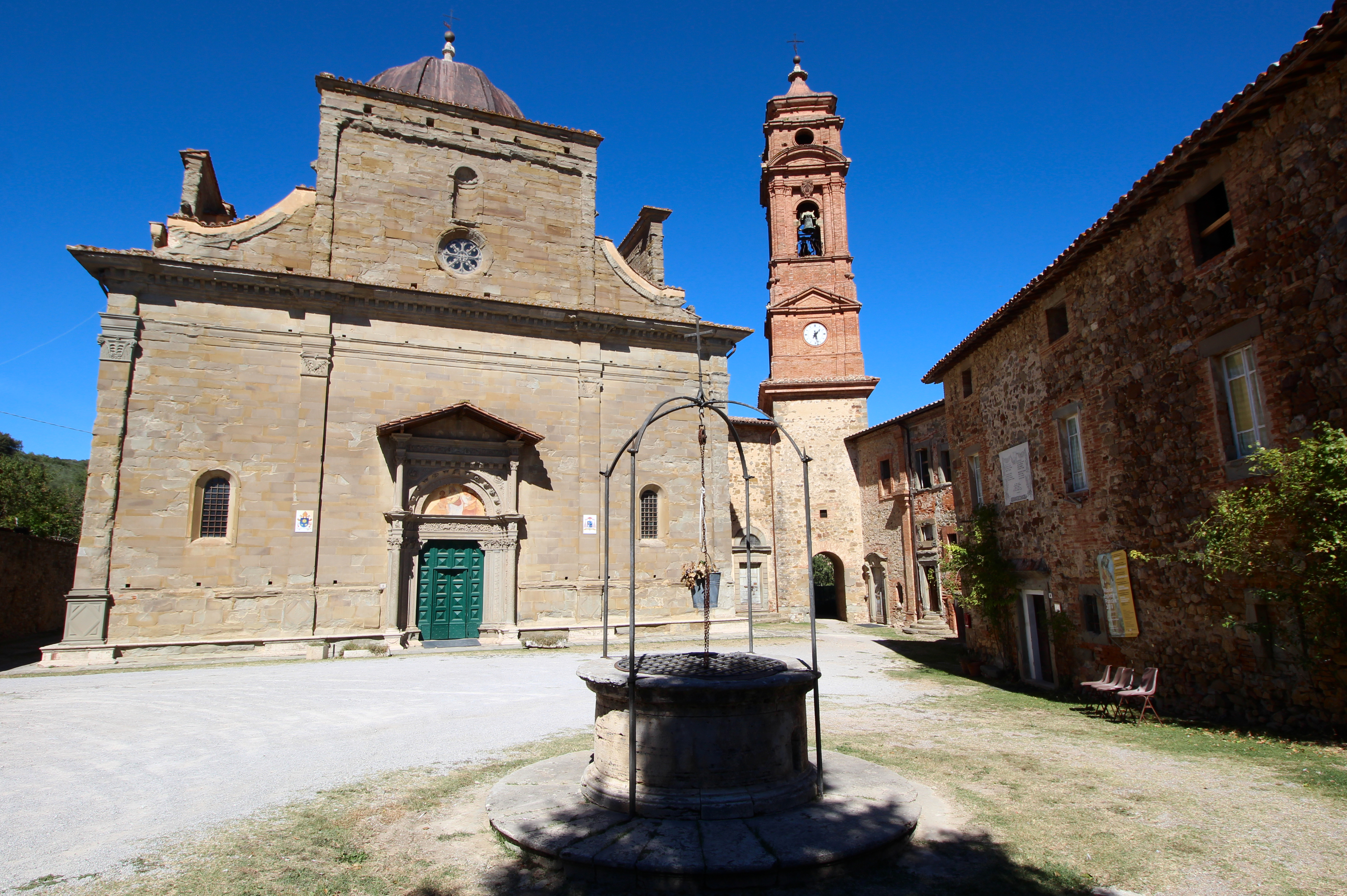
Das Santuario della Madonna di Mongiovino
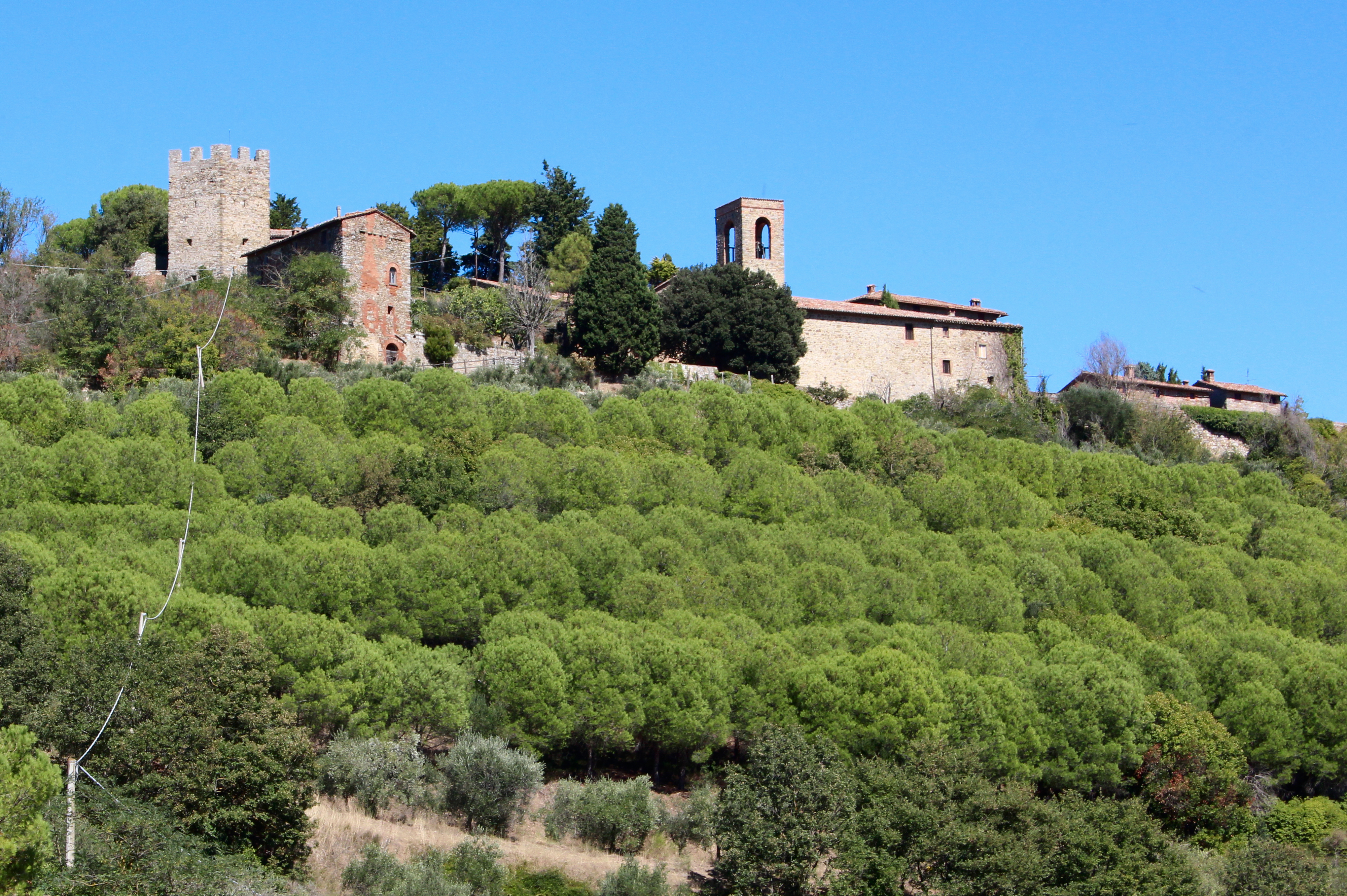
Die Burg Castello di Mongiovino Vecchio
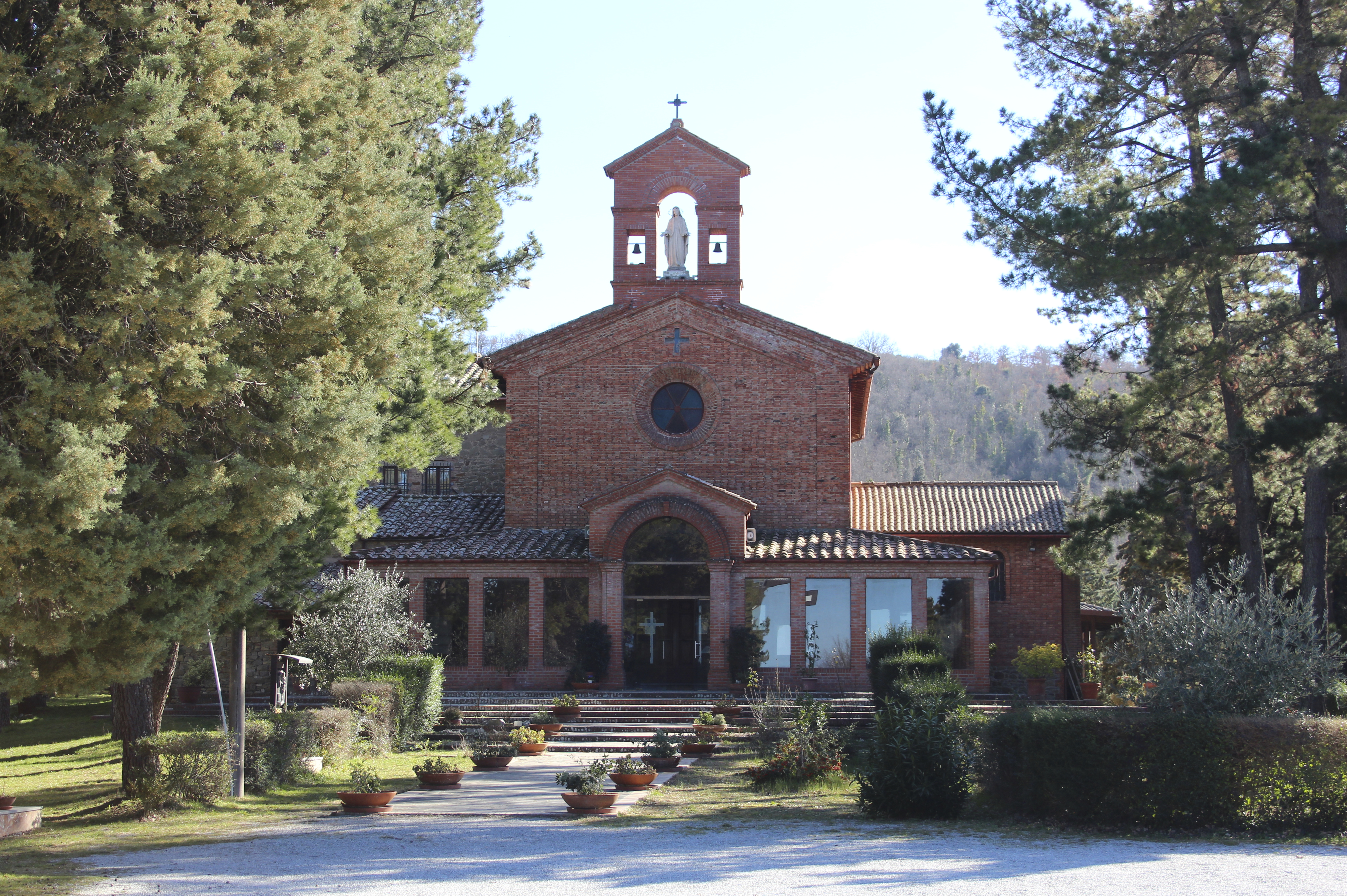
Das Santuario della Madonna delle Grondici

## Söhne und Töchter des Ortes
- Giorgio Cristallini (1921–1999), Filmregisseur

## Verkehr
- Die nächstgelegene Anschlussstelle an den Fernverkehr liegt in Chiusi/Chianciano Terme, ca. 25 km westlich. Hier besteht ein Anschluss an die Autostrada A1.
- Die Anschlussstelle Perugia-Madonna Alta an dem Raccordo autostradale 6 liegt ca. 20 km nordöstlich.